# Митин, Роман Анатольевич
Роман Анатольевич Митин — рядовой Вооружённых Сил Российской Федерации, погиб при исполнении служебных обязанностей во время Второй чеченской войны, кавалер ордена Мужества (посмертно).

## Биография
Роман Анатольевич Митин родился 23 августа 1980 года в городе Шацке Рязанской области. Учился в неполной средней школе в родном городе, активно занимался спортом, увлекался музыкой. Завершив обучение, Митин поступил в профессионально-техническое училище, освоив специальности тракториста-машиниста широкого профиля и водителя категорий В и С.
21 ноября 1998 года Митин был призван на службу в Вооружённые Силы Российской Федерации Шацким районным военным комиссариатом Рязанской области. Срочную службу проходил в столице Республики Бурятии — городе Улан-Удэ, в войсковой части № 22036, на должности водителя-электрика. Исключительно положительно характеризовался по службе, награждался Почётной грамотой.
С началом Второй чеченской войны рядовой Роман Митин был направлен в зону контртеррористической операции на Северном Кавказе. Принимал активное участие в боевых операциях в составе своего подразделения. Погиб при исполнении служебных обязанностей 8 апреля 2000 года.
Похоронен на центральном кладбище города Шацка Рязанской области. Могила находится под шефством Шацкой средней школы.
Указом Президента Российской Федерации рядовой Роман Анатольевич Митин посмертно был удостоен ордена Мужества.

## Память
- В честь рядового Романа Митина названа одна из улица в его родном городе Шацке Рязанской области.
- На здании школы, в которой учился Митин, установлена мемориальная доска в память о нём.